# Fraccionamiento Rancho Don Antonio
Don Antonio, también conocido como Fraccionamiento Rancho don Antonio o Quma, es una localidad de México, ubicado al noreste del municipio de Tizayuca, en el estado de Hidalgo. Se ubica en valle de Tizayuca y pertenece a la Zona Metropolitana del Valle de México.

## Geografía
La localidad tiene límites con las localidades de Olmos al norte, El Cid al este, Las Plazas al oeste y Tepojaco al sur. Le corresponden las coordenadas geográficas 19° 52’ 23.968” de latitud norte y 98° 56’ 08.515” de longitud oeste, con una altitud de 2320 m s. n. m. Se encuentra en la región geográfica de la Cuenca de México (Valle de Tizayuca).
En cuanto a fisiografía se encuentra dentro de la provincia del Eje Neovolcanico, dentro de la subprovincia de Lagos y volcanes de Anáhuac; su terreno es de valle y llanura. En lo que respecta a la hidrografía se encuentra posicionado en la región del Pánuco, dentro de la cuenca del río Moctezuma, en la subcuenca de río Tezontepec. Cuenta con un clima Semiseco templado.

## Demografía
En 2020 registró una población de 20 691 personas, lo que corresponde al 12.29 % de la población municipal. De los cuales 9928 son hombres y 10 763 son mujeres. La población profesa la religión católica, Testigos de Jehová y cristiana. 
Tiene 4588 viviendas particulares habitadas. Hay casas de 1 piso y de 2 pisos, en la sección 1 hay más casas de 1 piso que de 2 pisos y las secciones restantes las casas son de 1 y 2 pisos por igual. El fraccionamiento divide en 5 secciones: las secciones 3 y 1 al norte, la sección 2 al centro y las secciones 4 y 5 al sur; cada sección se divide en privadas.
| Gráfica de evolución demográfica de Fraccionamiento Rancho Don Antonio entre 2005 y 2020     |
|                                                                                              |
| Población de los censos y conteos del Instituto Nacional de Estadística y Geografía (INEGI). |

## Infraestructura
Existe 1 parque en cada sección: sección 1 cuenta con una cancha de fútbol rápido, juegos y cancha de básquetbol. Existe una casa cultura (casa de piedra); en la sección 2 la cual cuenta con talleres de ajedrez, zumba, corte y confección, PAMAR (Prevención y atención del menor en riesgo), instituto de la juventud, oficina de impuesto predial, consultorio médico y dental, inglés, entre otras actividades. Una tienda de autoservicio (Bodega Aurrera). En la sección 3 cuentan con Casa de Día para adultos de la tercera edad.
Cuenta con 2 primarias públicas, una en la sección 1 y la otra en la sección 4; 2 kínderes, una en la sección 1 y la otra en la sección 4 y una secundaria pública en la sección 3, 2 primarias y 2 kínderes privados.

## Economía
La principal actividad es el comercio, hay locales comerciales de tlapalería, tortilleria, papelerías, panaderías, una tienda de autoservicio (Bodega Aurrera), una tienda de convenencia (oxxo) en la sección 3, entré otras más.